# Marysin (powiat świdnicki)
Marysin – wieś w Polsce położona w województwie lubelskim, w powiecie świdnickim, w gminie Piaski.
W latach 1975–1998 miejscowość należała administracyjnie do województwa lubelskiego.
Wieś jest sołectwem w gminie Piaski. Według Narodowego Spisu Powszechnego z roku 2011 wieś liczyła 100 mieszkańców.

## Historia
Wieś odnotowana w roku 1901 jako folwark, jako folwark występuje w spisie z roku 1921. Kolonia w gromadzie Kawęczyn w skorowidzu miejscowości z roku 1967.